# Nowa Krępa (Stara Krępa)
Nowa Krępa – przysiółek, część wsi Stara Krępa w Polsce, położony w województwie mazowieckim, w powiecie przasnyskim, w gminie Przasnysz. 
W latach 1975–1998 przysiółek należał administracyjnie do województwa ostrołęckiego.
Miejscowość wchodzi w skład sołectwa Grabowo.
Nowa Krępa położona jest przy trasie Przasnysz – Baranowo. Jest wschodnim skrzydłem kompleksu wsi: od północy Stara Krępa, od południa Grabowo, od zach. Cegielnia, w centrum znajduje się Święte Miejsce.
Istnieje miejscowa legenda o żołnierzu francuskim wracającym z wojny napoleońskiej spod Moskwy. Strudzony wielomiesięcznym powrotem do swego kraju, zakopał kosztowności, które niósł ze sobą, na pobliskim wzgórzu zwanym "Złota Górka" Przez szereg lat piasek z owej górki był rozwożony ogromnymi ilościami w przeróżnych celach. Skarbu podobno nigdy nie odnaleziono.
W Nowej Krępie istnieje Szkoła Podstawowa, która jest szkołą obwodową liczącą
192 uczniów, do której uczęszczają dzieci z 14 okolicznych wsi. Szkoła nosi imię mjra Henryka Sucharskiego i od 1992 r. należy do Klubu Szkół Westerplatte. W maju 1999 szkoła w Krępie wspólnie z Zespołem Szkół Ponadgimnazjalnych w Przasnyszu były gospodarzami XVI Sympozjum Klubu Szkół Westerplatte.